# Cova de Blombos
La cova de Blombos és una cova calcària calcarenítica situada a prop del cap Agulhas, a uns 300 km a l'est de Ciutat del Cap, a Sud-àfrica. La cova se situa al peu d'un penya-segat i es va donar a conèixer per l'inesperat descobriment de les relíquies d'art mobiliari que mostren preocupacions estètiques o simbòliques fa 75.000 o 70.000 anys, quan a Europa transcorria el Paleolític mitjà.
Aquests descobriments han canviat profundament la visió actual de la història de l'art i l'evolució cultural en el Paleolític, que sembla més lent i gradual del que es pensava.